# Passage Saint-Émilion
Le passage Saint-Émilion est une voie du 12e arrondissement de Paris, en France.

## Situation et accès
Le passage Saint-Émilion est situé dans le 12e arrondissement de Paris. Il débute au 35, rue des Pirogues-de-Bercy et se termine au 34, rue François-Truffaut.

## Origine du nom
Il porte ce nom en raison de la proximité du cours Saint-Émilion qui porte le nom d'un célèbre vignoble de la Gironde.

## Historique
Cette voie privée située dans les anciens entrepôts de Bercy, a été créée de lors de l'aménagement de la ZAC Bercy et a pris sa dénomination par décret municipal du 17 mars 2000.